# L'anello (romanzo)
L’anello (The Ring) è un romanzo sentimentale del 1980 di Danielle Steel. L’ambientazione del romanzo è storica: la prima si svolge in Germania prima e durante la seconda guerra mondiale, la seconda invece, ha come sfondo la Francia e gli Stati Uniti d'America negli anni del dopoguerra. L’Anello è composto da quattro libri che si susseguono senza interrompere la numerazione dei capitoli. Il primo è intitolato Kassandra, il secondo Ariana, Berlino, il terzo Ariana, New York e il quarto Noel. Il nome di ogni capitolo riflette il protagonista e l’ambientazione degli eventi narrati. Il romanzo tratta delle vicende di tre generazioni della famiglia tedesca Von Gotthard, legate da un prezioso anello. 
Il romanzo è stato tradotto in italiano nel 1988 per Sperling & Kupfer.

## Trama

### Libro primo:Kassandra
Il primo libro inizia con la storia di Kassandra, moglie di Walmar Von Gotthard, e madre di Ariana e Gerhard, una famiglia tedesca abitante a Grunewaldsee, Berlino, in una villa con servitù tra cui il maggiordomo Berthold e la balia Hedwig. Tra i due coniugi vi era una grande differenza d’età e il loro matrimonio poteva essere definito anche una sorta di combinazione d’affari, poiché Walmar era stato socio del padre di Kassandra e dirigente di una banca importante. Walmar e Kassadra abitavano in due appartamenti diversi all’interno della stessa villa, entrambi separati dai figli che risiedevano al terzo piano in compagnia della balia Fraulein Hedwig. Kassandra indossava spesso un anello di smeraldo tempestato di diamanti con incise le iniziali della sua bisnonna. La donna aveva avuto una relazione clandestina con uno scrittore ebreo, Dolff di Charlottenburg. Il marito aveva scoperto la relazione e chiesto a  Kassandra di smettere di vedere Dolff, poiché poteva risultare pericoloso in quanto ebreo. La vicenda infatti si svolse durante il nazismo. Kassandra però continuò la sua storia d’amore, fino a quando i soldati tedeschi giunsero a casa Dolff mentre era in sua compagnia. I soldati arrestarono lo scrittore ebreo malmenando la giovane tedesca, pensando che anch'essa fosse ebrea. Il soldato lasciò andare Kassandra solo quando rivelò la sua identità. La donna non sopravvisse al dolore della perdita dell’amante e nemmeno al disonore che aveva procurato al buon nome di suo marito. Il senso di colpa spinse Kassandra a compiere un gesto estremo suicidandosi nella vasca da bagno.

### Libro secondo:Ariana, Berlino
Dopo la morte di Kassandra il suo appartamento venne chiuso e il vero motivo della sua morte nascosto. Walmar appoggiava il regime nazista per quieto vivere, ma intimamente lo disapprovava. Tenne infatti lontani i figli dai circoli della gioventù del partito con la scusa che la morte della madre aveva reso Gherard molto timido ed Ariana aveva difficoltà a riprendersi dal lutto. A 16 anni Ariana convinse il padre a partecipare con lui a una festa all'Opera. Qui Ariana ballò per la prima volta con un soldato del Reich chiamato Werner von Klaub. Poco dopo, un amico di famiglia, Maximilian Thomas, detto Max, si presentò a casa di Von Gotthard portando una notizia appena appresa: sua moglie ebrea e i suoi bambini erano morti in un campo di concentramento. Max li aveva cercati per anni dopo che gli erano stati portati via dai soldati tedeschi. Walmar escogitò un piano per aiutare l’amico a fuggire poiché lo reputava in pericolo. Maximilian si nascose a casa Gotthard, ma per poco tempo: non appena il passaporto falso e altri documenti procurati da Walmar furono pronti partì. Walmar donò all'amico dei soldi e due quadri famosi. Prima della sua partenza ci fu un bacio tra Ariana e Max. Gerhard fu chiamato alle armi e il padre, per salvarlo dal fronte, decise di architettare un piano per fuggire. Per non destare troppi sospetti partirono prima Walmar e Gherhard, lasciando Ariana a casa. Lei aveva l'istruzione di dire a tutti che il fratello era molto malato e nessuno doveva entrare in camera sua. Gerhard e il padre riuscirono a superare il confine tedesco e a raggiungere un albergo. Il padre dopo poco ripartì per andare a prendere Ariana, ma nel viaggio di ritorno fu catturato da soldati tedeschi. Ariana si trovò sola e fu arrestata, interrogata ed imprigionata. La salvò un soldato tedesco, Manfred von Tripp, che la condusse in casa sua. I due si innamorarono e si sposarono. Berlino fu invasa dai nemici sovietici e il marito di Ariana morì per difendere il Reich. Lei riuscì a scappare e  a raggiungere la Francia, per poi salire su una nave, direzione New York. 

### Libro terzo:Ariana, New York
Tra le poche cose che Ariana riuscì a portare con sé vi furono gli anelli di sua madre. A bordo del piroscafo "Orgoglio del Pellegrino", Ariana passò quasi tutta la traversata in infermeria poiché le sue condizioni di salute erano precarie. Sbarcata a New York fu condotta in ospedale dove fu appurato che non aveva nessuna malattia. La direttrice dell'organizzazione umanitaria responsabile del suo viaggio le fece visita più volteː si chiamava Ruth Liebman ed era ebrera. Ariana fu portata a casa di Ruth Liebman, per condurre una nuova vita. La famiglia di Ruth era composta dal marito Sam, da due figlie e un figlio al fronte di nome Paul. Quando Paul tornò a casa si innamorò di Ariana fino a chiederle di sposarlo. Ariana però aveva taciuto di essere incinta del precedente marito morto in guerra e di non essere ebrea. Quando il marito americano scoprì tali menzogne la lasciò, così che Ariana si trovò sola. Partorì la notte di Natale e chiamò il figlio Noel. Per ottenere un risarcimento dei suoi beni perduti in guerra, Ariana si rivolse all’ambasciata, dove incontrò Maximilian. Max raccontò ad Ariana che grazie ai soldi e ai quadri che suo padre gli aveva donato era riuscito a sopravvivere e a studiare legge diventando avvocato. Con questo incontro si chiude il terzo libro del romanzo.

### Libro quarto:Noel
Il libro inizia con la cerimonia di laurea di Noel: dottore in legge. Alla laurea parteciparono Ariana e Maximilian. Quell’estate Noel viaggiò in Europa poiché voleva visitare Berlino, terra natia di sua mamma. Prima del viaggio di Noel, Max chiese ad Ariana di sposarlo, così al rientro del figlio ci fu la cerimonia di nozze. Durante tale occasione Noel portò con sé la sua ragazza: Tamara Liebman, figlia di Paul, ex marito di Ariana. Ariana si mostrò contraria a tale unione. Raccontò a Noel la storia del suo arrivo a New York e del matrimonio con il padre di Tamara seguito da un divorzio a causa delle sue bugie. Noel andò a parlare con il padre di Tamara e così fece anche Ariana. Tamara e Noel, nonostante i trascorsi dei loro genitori, andarono a vivere insieme e decisero infine di sposarsi. Il viaggio di nozze avvenne in Francia, dove Tamara incontrò una sua amica. I due non sapevano però che il padre dell’amica di Tamara fosse Gerhard, fratello di Ariana. A scoprirlo fu Gerhard, poiché riconobbe l’anello che Tamara portava al dito che le era stato regalato da Ariana. Il libro termina con la riunione dei due fratelli Von Gotthard in America.

## Altri media
Da questo romanzo è stato tratto un omonimo film per la televisione trasmesso nel 1996. Il film è stato diretto da Armand Mastroianni. Tra gli attori vi sono: Nastassja Kinsky, Michael York, Carsten Norgaard.

## Edizioni
Danielle Steel, L'anello, Sperling e Kupfer Editori, 1988.